# الخطوط الجوية الروسية رحلة 411
في 6 يوليو 1982 أقلعت طائرة ايروفلوت الرحلة 411 من طراز من إليوشن إل-62 ذات الأربع محركات من مطار شيريميتييفو الدولي بالعاصمة السوفيتية موسكو، متوجهة إلى مطار داكار الدولي بالعاصمة السنغالية داكار، وعلى متنها 82 راكباً و8 من أفراد الطاقم، وبعد إقلاع الطائرة بفترة قصيرة وعلى بعد عدة كيلومترات من المطار سقطت الطائرة وتحطمت بعد اشتعال النيران فيها، ونتج عن هذا التحطم وفاة جميع ركاب الطائرة وجميع أفراد الطاقم.
بعد إقلاع الطائرة بفترة وجيزة من المطار لاحظ قائد الطائرة وجود حريق بمحركين من المحركات - إلا أن بعض التقارير الصحفية أفادت بأن رواية اشتعال النيران في المحركين كانت كذبة وتلفيق، وأن الطائرة تحطمت لسبب آخر غير معروف - فقام قائد الطائرة على الفور بإغلاق المحركين وقرر العودة مرة أخرى إلى مطار شيريميتييفو، وأثناء محاولة قائد الطائرة العودة مرة أخرى للمطار باستخدام المحركين الأثنين الباقيين؛ فقد الطيار السيطرة على طائرة الإليوشن 62، وسقطت بسرعة كبيرة في أحد الحقول المجاورة للمطار وتحطمت وأشتعلت النيران فيها، وأدى ذلك إلى مقتل جميع من كانوا على متنها.